# 20. kolovoza
20. kolovoza (20. 8.) 232. je dan godine po gregorijanskom kalendaru (233. u prijestupnoj godini).
Do kraja godine imaju još 133 dana.

## Događaji
- 1057. – Izak. I Komnen porazio snage Mihajla VI. Stratiotika u bitci kod Niceje
- 1181. – Prvo spominjanje grada Varaždina u darovnici kojom ugarsko-hrvatski kralj Bela III. daruje posjed Varaždinske Toplice Zagrebačkom Kaptolu.
- 1893. – Otvorena parobrodarska linija uz istočnu obalu Jadrana Trst-Kotor.
- 1914. – Prvi svjetski rat: Nijemci okupirali Bruxelles
- 1945. – Indonezija dobila nezavisnost.
- 1960. – Prvo uspješno vraćanje živih bića iz orbite na zemlju. U Sputnjiku V. letjele su kuje Belka i Strelka, 40 miševa i dva štakora.
- 1968. – Invazija 200.000 vojnika Varšavskog pakta i 5.000 tenkova na Čehoslovačku s ciljem gušenja "praškog proljeća"
- 1975. – NASA lansirala Viking 1 prema Marsu
- 1977. – SAD su lansirale svemirsku letjelicu Voyager 2
- 1991. – Preko 100.000 ljudi okupilo se ispred parlamenta SSSR-a u želji za ostavkom Mihaila Gorbačova.

| - 1779. – Jöns Jakob Berzelius, švedski kemičar († 1848.) - 1894. – Antun Barac, hrvatski povjesničar († 1955.) - 1901. – Salvatore Quasimodo, talijanski pjesnik i prevoditelj († 1968.) - 1929. – Eduard Hercigonja, hrvatski akademik i povjesničar književnosti - 1939. – Maria Laura Mainetti, talijanska redovnica († 2000.) - 1936. – Alice i Ellen Kessler, njemačke pjevačice, glumice i plesačice - 1944. – Rajiv Gandhi, indijski političar. - 1948. – Robert Plant, britanski glazbenik - 1959. – Sanda Ham, hrvatska jezikoslovka - 1961. – Emir Hadžihafizbegović, bosanskohercegovački glumac - 1961. – Stjepan Deverić, hrvatski nogometaš - 1964. – Dino Dvornik, hrvatski pjevač († 2008.) | - 1153. – Bernard iz Clairvauxa, francuski svetac (* 1090.) - 1854. – Friedrich Wilhelm Joseph von Schelling, njemački filozof. - 1866. – Marija De Mattias, svetica, osnivačica Klanjateljice Krvi Kristove (* 1805.) - 1967. – Antun Masle, hrvatski slikar (* 1919.) - 1980. – Joe Dassin, američko-francuski pjevač (* 1938.) - 1990. – Radmila Matejčić, hrvatska povjesničarka umjetnosti i arheologinja (* 1922.) - 1990. – Joško Vidošević, hrvatski nogometaš (* 1935.) - 2017. – Jerry Lewis, američki komičar, glumac i redatelj (* 1926.) - 2021. – Rudolf Rabfeld, hrvatski kuglač i inženjer (* 1941.) |

## Imendani
- Bernard
- Samuel